# ناوزه پرز
ناوزه پرز (انگلیسی: Nauzet Pérez؛ زادهٔ ۱ مارس ۱۹۸۵) بازیکن فوتبال اهل اسپانیا است.
از باشگاه‌هایی که در آن بازی کرده‌است می‌توان به باشگاه فوتبال میراندس، باشگاه فوتبال سابادل، باشگاه فوتبال لاس پالماس، باشگاه فوتبال اوساسونا، و باشگاه فوتبال هالمستاد اشاره کرد.
وی همچنین در تیم ملی فوتبال زیر ۱۷ سال اسپانیا بازی کرده‌است.